# Стюарт (аэропорт)
Международный аэропорт Стюарт (англ. Stewart International Airport,), (ИАТА: SWF, ИКАО: KSWF) — гражданский и военный аэропорт, расположенный в округе Ориндж, штат Нью-Йорк, США. Находится в южной части долины Гудзона, к западу от Ньюберга, к югу от Кингстона и к юго-западу от Покипси, примерно в 60 милях (97 км) к северу от Манхэттена.
Включен в Национальный план интегрированных аэропортовых систем Федерального авиационного управления (FAA) на 2017—2021 годы, в котором он классифицируется как объект первичных коммерческих услуг, не являющийся хабом.

## История
Разработан в 1930-х годах как военная база, позволяющая курсантам расположенной поблизости Военной академии США в Вест-Пойнте изучать авиацию. Позднее он превратился в важный пассажирский аэропорт в районе среднего Гудзона и продолжает служить военным аэродромом, в котором находится 105-й авиалайнер. Спейс шаттл мог приземляться на Стюарте в аварийной ситуации.
После закрытия аэропорта в качестве базы ВВС США в начале 1970-х гг. амбициозный план губернатора Нельсона Рокфеллера по расширению и развитию аэропорта привел к длительной борьбе с местными землевладельцами, которая привела к реформам в законах штата, но не к фактическому развитию аэропорта.
В 2000 году аэропорт стал первым коммерческим аэропортом США, когда-либо приватизированным, когда британской компании National Express была предоставлена 99-летняя аренда аэропорта. После того, как из-за значительного сопротивления местного населения компания отложила свои планы по изменению названия объекта, она продала права на аэропорт. Портовое управление Нью-Йорка и Нью-Джерси проголосовало за приобретение прав на оставшиеся 93 лет аренды, а затем заключило с AFCO AvPorts контракт на эксплуатацию объекта. Администрация порта переименовала аэропорт в Нью-йоркский международный аэропорт Стюарт в 2018 году, чтобы подчеркнуть его близость к Нью-Йорку.

## Инфраструктура
Международный аэропорт Нью-Йорка Стюарт занимает 1552 акра (628 гектара) на высоте 491 футов (150 метров) над уровнем моря. Имеет две асфальтированные взлетно-посадочные полосы и одну вертолетную площадку.
Основная взлетно-посадочная полоса 9-27 с востока на запад имеет длину 11 817 футов (3602 м) и ширину 150 футов (46 м), но посадочный порог с каждой стороны полосы смещен на 2 000 футов (610 м). Самолёты, приземляющиеся на восточной стороне, имеют доступное ограничение посадочной дистанции — дополнительное уменьшение длины на 1000 футов (300 м), в результате чего для посадки можно использовать только 8 817 футов (2687 м). С западной стороны полоса имеет 9 817 футов (2 992 м) доступных для посадки. Полная длина доступна для взлета в обе стороны. ВВП 9 полоса имеет курсо-глиссадную систему посадки по приборам для заходов на посадку по категориям I и II и систему огней приближения ALSF2. ВПП 27 оснащена системой посадки по приборам, но без огней захода на посадку, минимумы посадки для этой ВПП выше.
Вторая взлетно-посадочная полоса 16-34 имеет длину 6 004 фута (1830 м) и ширину 150 футов (46 м), и на каждом конце есть подходы для захода на посадку по приборам на основе GPS .
Вертолетной площадка Н1 является асфальтированной, размером 40 на 40 футов (12 х 12 м).